# 曾子路
曾子路（Zengzih Rd.）為高雄市左營區的東西向道路，東起於自由三路，西止於高鐵路、文寧街。是捷運生態園區站的周邊道路之一。

## 行經行政區域
- 左營區

## 沿線設施
（由東至西）
- 高雄市左營區新民國民小學
- 7-ELEVEN玉堂門市
- 自由三路與曾子路口停車場
- 天水玥秘境鍋物殿
- 華爾頓幼兒園曾子校
- 旺來昌食品原料廣場博愛店
- 高雄市立左營國民中學
- 高雄市左營區新光國民小學
- 全家便利商店高雄文川店
- 文水路公有平面收費停車場
- 7-ELEVEN浚興門市
- 台中銀證券高雄分公司
- 全家便利商店高雄曾德店
- 高雄市私立哈利幼稚園
- 高雄市原生植物園

## 公共自行車
- 高雄市公共自行車租賃系統：
  - 新民國小：自由三路478號(對側人行道)
  - 新光國小(曾子路側)：曾子路/文水路口東南側
  - 原生植物園(靠高鐵路側)：曾子路535號(旁人行道)

## 相關連結
- 高雄市主要道路列表